# Patrizia Genovesi
Patrizia Genovesi (1962) è una fotografa, regista e sceneggiatrice italiana.

## Educazione
Genovesi combina una formazione scientifica con studi di arte, disegno e pittura della grande tradizione italiana, esecuzione e composizione musicale, sceneggiatura con Mario Monicelli, scrittura con Domenico Starnone, regia teatrale con l’argentino Renzo Casali.
Nella fotografia, Genovesi ha avuto tra i suoi maestri Leonard Freed, Richard Kalvar, Abbās ʿAṭṭār e Moises Samam dell'Agenzia Magnum Photos. 
Genovesi ha studiato analisi e sviluppo di sistemi informatici con IBM Italia e utilizzo di sistemi di intelligenza artificiale generativa con DeepLearningAI e Google. 
È certificata da istituzioni come le università di Harvard, Cambridge e Bocconi, il Museum of Modern Art, il Rochester Institute of Technology e Google in un ventaglio di materie che comprende Google Analytics, Data Journalism, Digital Marketing, Comunicazione dell’Arte, Innovazione nel Cinema e nei Media, Management di Patrimoni Artistici, Leadership e Comunicazione, Neuropsicologia dei Processi Decisionali.

## Produzione
La carriera multidisciplinare di Genovesi abbraccia fotografia, video-arte, regia cinematografica e divulgazione evidenziando la ricchezza dei punti di contatto tra forme di espressione in apparenza lontane, come la fotografia, la musica e la tecnologia.
La sua fotografia si estende su un'ampia varietà di stili e di soggetti; molti dei suoi progetti sono multimediali e combinano fotografie, video e musica.
Genovesi è vicepresidente dell'Associazione Fotografi Italiani Professionisti (AFIP). I suoi ritratti fotografici di scienziati vincitori del Premio Nobel sono stati pubblicati dalla Nobel Prize Organization. Un suo ritratto di Rita Levi-Montalcini è stato esposto a Kamienna Gora, Polonia, durante le celebrazioni per il Premio Nobel Viktor Hamburger. Il suo ritratto del vincitore del Premio Nobel Frank Wilczek è pubblicato sul portale del MIT – Massachusetts Institute of Technology. I suoi ritratti del fotografo Leonard Freed fanno parte della collezione permanente del Museo della Fotografia di Charleroi, Belgio. Genovesi è qualificata come “Important Photographer” da Google e le sue fotografie su Google Maps hanno totalizzato oltre 61 milioni di visualizzazioni (dato aggiornato a novembre 2024).
Nel mondo del cinema, Genovesi ha firmato diversi cortometraggi, di cui ha curato di volta in volta la regia, la sceneggiatura e/o la fotografia. Il cortometraggio La nostra commedia, di cui ha curato la sceneggiatura e la regia, ha vinto il Premio Speciale della Giuria Qualificata al concorso Contesteco 2021 ed è risultato finalista del Premio Roberto Rossellini 2021. Il cortometraggio Pasolini, di cui è stata sceneggiatrice, regista e direttore della fotografia, ha vinto il primo premio al concorso Contesteco 2022.
Nella sua vasta attività di formatrice e divulgatrice, Genovesi ha all’attivo numerosi interventi, in persona e online, su temi connessi alla fotografia, alla pittura, al cinema e alla scienza, anche in collaborazione con l’Università degli Studi Roma Tre, i Musei Capitolini di Roma, l’ASI - Agenzia Spaziale Italiana e l’INFN – Istituto Nazionale di Fisica Nucleare di Frascati.
Opera inoltre come curatrice e direttrice artistica di mostre fotografiche e multimediali presso il proprio Open Studio Gallery di Roma.
Nel 2021 Genovesi ha partecipato al progetto Una fotografia per cambiare il mondo, realizzato da WeWorld e Still con la finalità di finanziare progetti per combattere la fame e la malnutrizione in Mali e Burkina Faso.
Genovesi è stata tra i fondatori di Artoong, uno dei primi esempi di web TV in Italia.
Nel 2001 ha pubblicato la raccolta di poesie Danzando a Babele.

## Esposizioni

### Personali
- Volti Sostenibili, Roma (2024), durante la manifestazione Contesteco 2024[6]
- Ex Machina, Roma (2022), in collaborazione con Pipistro[7]
- Roma vista dagli alieni, Roma (2021), in collaborazione con Pipistro[8]
- Garden Misnake, Roma (2019)[9]
- Ildegarda di Bingen, Roma (2018)[10]
- Simmetrie, regole e schemi nell’arte dell’immagine, Roma (2017)[11]
- Donne di Giuseppe Verdi, Circolo del Ministero degli affari esteri e della cooperazione internazionale, Roma (2013)[12]; Centro Leica, Firenze (2015)
- Image – Garbatella Storica, Galleria 3f, Roma (2012)[13]
- Arte e Scienza e Retrospettiva, Istituto Italiano di Cultura, Budapest (2011)[14]
- Arte e Scienza, Circolo del Ministero degli affari esteri e della cooperazione internazionale, Roma (2010);[15]; Circolo del Ministero della Marina Militare, Roma (2011)[16]
- Coriolano di Ludwig van Beethoven, Aeroporto di Milano-Malpensa, Milano (2008-2009) e Biblioteca Vallicelliana, Roma (2009)[17]
- Miscellanea, Balletti Palace Hotel per Mensa (associazione), San Martino al Cimino, Viterbo (2008)
- Gente di Cinema, Auditorium Parco della Musica di Roma, Notebook, Roma (2007)
- Scolpire con la luce, Mondadori, Roma (2003); Mondadori, Milano (2004); Tempio di Dioniso al Quirinale, Roma (2005); Torretta Valadier, Roma (2006)

### Collettive
- Mulier Anima, San Casciano dei Bagni, Siena (2024)[18]
- MIA Fair 2023, Milano, con AFIP International
- MIA Fair 2021, Milano, con AFIP International
- Fuorisalone 2021, Milano, con AFIP International[19]
- L’uomo e la sua Harley-Davidson, Roma, Casa della Fotografia (2020)[20]
- Painters, Grenning Gallery, Sag Harbor, New York (2012)[21]
- Retrospettiva, Festa della Cultura, Roma (2012)
- Mirame, Palazzo Bastogi, Firenze (2012)[22]

## Progetti
- Cosmos, presentato a Roma nel 2024, è una serie di opere grafiche ispirata dalla connessione tra arte, scienza e filosofia. Genovesi utilizza spirali logaritmiche e algoritmi frattali per suggerire la complessità e l'interconnessione di un cosmo in continua evoluzione, in cui lo spazio-tempo si piega su se stesso seguendo leggi armoniche. Attraverso il richiamo alle sinapsi cerebrali, Genovesi immagina un universo capace di sviluppare una propria consapevolezza, una "coscienza universale" emergente dalle connessioni fondamentali dell'energia e della materia. La musica è la metafora della struttura profonda dell’universo, un'armonia invisibile che unisce spazio, tempo ed energia.
- Ex Machina è stato presentato a Roma nel 2022 in collaborazione con Pipistro, poeta e artista. Il progetto si compone di fotografie, video, poesie e immagini generate con programmi di intelligenza artificiale ai quali le poesie stesse erano state fornite in input. Il progetto intendeva suscitare una riflessione sul rapporto tra l’uomo e l’intelligenza artificiale e le sue evoluzioni possibili nel futuro.
- Roma vista dagli alieni è stato presentato a Roma nel 2021 in collaborazione con Pipistro, poeta e artista. Il progetto, che comprende fotografie, video, poesie e musica, rappresenta Roma vista attraverso gli occhi di un soggetto dotato di sistemi percettivi, esperienze e priorità totalmente diversi dai nostri.
- Garden Misnake è stato presentato a Roma nel 2019. Attraverso fotografie, musica e video, il progetto propone una riflessione ispirata dalla figura di Eva, rappresentata come simbolo non solo della donna ma dell’intero genere umano, nel suo percorso dal desiderio di conoscenza fino alla completa consapevolezza.
- Ildegarda di Bingen, presentato a Roma nel 2018, è il risultato della ricerca di Genovesi sull’affascinante figura di Ildegarda, monaca benedettina vissuta nel XII secolo, mistica, filosofa, scienziata naturalista, musicista, scrittrice, personaggio di grandissima autorevolezza nell’ambiente culturale e politico del suo tempo.
- Simmetrie, regole e schemi nell’arte dell’immagine è stato presentato a Roma nel 2017. Il progetto si compone di fotografie realizzate in base ad una serie di relazioni matematiche e criteri geometrici.
- Donne di Giuseppe Verdi è stato presentato nel 2013 al Circolo del Ministero degli affari esteri e della cooperazione internazionale a Roma e successivamente al Centro Leica di Firenze nel 2015. Il progetto, che si concentra sulle figure femminili delle opere di Verdi, si compone di fotografie di grande formato, e di una serie di video, realizzati in piano-sequenza, di performance artistiche ispirate a Violetta da La Traviata, la moglie di Macbeth, Odabella da Attila, Aida, Giovanna d’Arco, Azucena da Il trovatore, ed altre.
- Arte e Scienza è stato presentato nel 2010 al Circolo del Ministero degli Affari Esteri e della Cooperazione Internazionale a Roma e nel 2011 al Circolo del Ministero della Marina Militare a Roma ed all’Istituto Italiano di Cultura di Budapest. Il progetto si compone di una galleria di ritratti in bianco e nero di grandi scienziati, compresi vincitori del Premio Nobel, della Medaglia Fields o di altri importanti riconoscimenti, tra cui Rita Levi-Montalcini, Andrew Wiles, John Nash, Richard Ernst, Edward Witten, Benoît Mandelbrot, e Douglas Hofstadter. Con la collaborazione dell’esperto di tecnologia Corrado Giustozzi, alcuni estratti delle opere degli scienziati rappresentati sono stati nascosti tra i pixel delle fotografie per sottolineare artisticamente il legame tra lo scienziato ed il suo pensiero.[23]
- Painters è stato presentato nel 2012 alla Grenning Gallery, Sag Harbor, New York, USA. Il progetto è composto da ritratti a colori di un gruppo di pittori dell’Accademia di belle arti di Firenze (Ben Fenske, Nelson H. White, Hege Elizabeth Haugen, Ramiro and Melissa Franklin Sanchez) ripresi nel loro studio d’arte.
- Coriolano di Ludwig van Beethoven è stato presentato all’Aeroporto di Milano-Malpensa tra il 2008 e il 2009 e successivamente alla Biblioteca Vallicelliana di Roma nel 2009. Il progetto è composto da una galleria di fotogrammi estratti da un video in bianco e nero girato da Genovesi, che ritrae il direttore d’orchestra Giorgio Proietti mentre dirige l’Ouverture Coriolano di Ludwig van Beethoven ispirata al Coriolano di William Shakespeare.
- Gente di cinema è stato presentato all’Auditorium della Musica – Notebook a Roma nel 2007. Il progetto si compone di una galleria di ritratti in bianco e nero di registi cinematografici, attori e direttori artistici, tra cui Vincenzo Cerami, David Lynch, Wim Wenders e Stefania Sandrelli.

## Cinema
- E’ stato solo un click, 2021: direzione della fotografia[24]
- La nostra commedia, 2021, nel 700º anniversario della morte di Dante Alighieri, premio speciale della giuria qualificata del concorso Contesteco 2021[25] e incluso nella selezione ufficiale del Premio Internazionale Roberto Rossellini 2021[26]: regia, sceneggiatura, montaggio
- Pasolini, 2022, nel 100º anniversario della nascita di Pier Paolo Pasolini, vincitore del Primo Premio a Contesteco 2022: regia, sceneggiatura, direzione della fotografia, montaggio[27]

## Formazione e divulgazione
Seminari e masterclass in materia di arti visive, in presenza e online:

### Grandi fotografi
- Dorothea Lange[28]
- Ansel Adams[28]
- Cindy Sherman[29]
- Henri Cartier-Bresson[28]
- Steve McCurry
- Richard Avedon[30]
- David Lachapelle[31]
- Helmut Newton
- Sebastião Salgado[32]
- Josef Koudelka[33]
- Robert Capa[34]
- Vivian Maier[35]
- Tina Modotti[36]
- Letizia Battaglia[37]
- William Klein[38]
- Kazuyoshi Nomachi & Gordon Parks[39]
- Gianni Berengo Gardin
- Luigi Ghirri

### Arte figurativa
- Gli impressionisti e la fotografia[40]
- Vincent Van Gogh[41]
- Gustav Klimt
- Johannes Vermeer
- Man Ray[42]
- M. C. Escher[43]
- Leonardo da Vinci
- Caravaggio e la fotografia[44]

### Cinema e TV
- Serie TV: I segreti della fotografia che porta al successo[45]
- Fotografia da Oscar (Alejandro Iñárritu ed Emmanuel Lubetzki)[46]
- Joker[47]
- Sergio Leone[48]
- Bernardo Bertolucci[49]
- Steven Spielberg[50]
- La fotografia nei film di Quentin Tarantino[51]

### Scienza e altri approfondimenti
- Conversazione sul chiaroscuro nell’arte e nella scienza (con Catalina Curceanu, Primo Ricercatore presso l’INFN - Istituto Nazionale di Fisica Nucleare)[52]
- La percezione cerebrale delle immagini’’[53]
- Siamo soli nell’Universo? Lo spazio e la fotografia (con Barbara Negri, Responsabile Osservazione ed Esplorazione dell’Universo dell'ASI - Agenzia Spaziale Italiana)[54]
- Conversazione sulle stelle nella scienza e nell'arte (con Catalina Curceanu, Primo Ricercatore presso l’INFN - Istituto Nazionale di Fisica Nucleare)[55]
- Il mercato della fotografia[56]
- Gamification. Un approccio metodologico data-based, relazione al convegno "Neologismi nella critica artistica contemporanea. Nuovi media, nuove tecnologie, nuove prospettive metodologiche" organizzato dalle Università di Roma Tor Vergata e San Raffaele (novembre 2022)[57]

## Curatela e direzione artistica
- Chiara Ricciotti, Roma (2024)[58]
- Arte e Scienza, Roma (2024)[59]
- Istanti di classica, Roma (2024)[60]
- Gli ospiti, Roma (2023)[61]
- Tensione, Roma (2022)[62]
- Vivi per l'arte, Roma (2019)[63]